# یوکی کیکووموتو
یوکی کیکووموتو (ژاپنی: 菊本 侑希؛ زادهٔ ۱۰ ژوئیهٔ ۱۹۹۳) یک بازیکن فوتبال اهل ژاپن است.
از باشگاه‌هایی که در آن بازی کرده‌است می‌توان به باشگاه فوتبال رینوفا یاماگوچی اشاره کرد.